# Iolaphilus trimeni
Iolaphilus trimeni is een vlinder uit de familie van de Lycaenidae. De wetenschappelijke naam van de soort is voor het eerst geldig gepubliceerd in 1875 door Wallengren.